# Tecomeae
Tecomeae, biljni tribus iz porodice katalpovki. Sastoji se od 13 rodova.

## Etimologija
Tribus je dobio ime po tipičnom rodu Tecoma.

## Filogenija i biogeografijaTecomeae
Tecomeae (Bignoniaceae) su gotovo kozmopolitski klada cvjetnica koja sadrži samo oko 57 vrsta, a postigla je rasprostranjenost koja nije samo pantropska, već se proteže i u umjerene zone na sjevernoj i južnoj hemisferi. Kako bi se zaključilo o vremenskim i prostornim obrascima širenja  Tecomeae prikupljani su podaci o sekvencama iz kloroplasta i nuklearnih markera za 41 svojtu. Kalibracije fosila korištene su za određivanje vremena divergencije, a stanja predaka su rekonstruirana kako bi se zaključila njegova biogeografska povijest. Nađena je potpora za južnoameričko podrijetlo i krunsku dob plemena procijenjenu na oko prije 40 milijuna godina. Čini se da su se dva događaja raspršivanja dogodila tijekom eocena-oligocena, jedan iz Južne Amerike u Stari svijet, a drugi iz Južne Amerike u Sjevernu Ameriku. Nadalje, čini se da su se tijekom miocena dogodila dva druga događaja širenja, jedan iz Sjeverne Amerike u Aziju, a drugi iz Australije u Južnu Ameriku. Sugerira se da interkontinentalno širenje preko kopnenih mostova i po otocima, od eocena do danas objašnjavaju globalnu distribuciju Tecomeae.

## Rodovi
1. Astianthus D.Don (1 sp.)
2. Campsis Lour. (2 spp.)
3. Tecoma Juss. (8 spp.)
4. Tecomaria Spach (2 spp.)
5. Podranea Sprague (2 spp.)
6. Deplanchea Vieill. (6 spp.)
7. Lamiodendron Steenis (1 sp.)
8. Neosepicaea Diels (4 spp.)
9. Pandorea Spach (9 spp.)
10. Campsidium Seem. (1 sp.)
11. Tecomanthe Baill. (6 spp.)
12. Incarvillea Juss. (18 spp.)
13. Dinklageodoxa Heine & Sandwith (1 sp.)